# Guillaume Adeline
Guillaume Adeline (Adelme, Edelin, Hameline), Guillaume de Line oder Guilhelmus Linensis genannt de Lure (Luranus) (* zwischen 1400 und 1410 in St. Hilarius; † um 1457 in Évreux) war ein französischer Theologe, vermutlich zeitweise Anhänger der Waldenser und früher Kritiker der Hexenverfolgung.

## Leben

### Herkunft und Studium

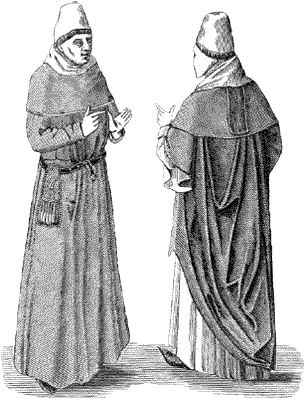
Doktor und Rektor der Universität Sorbonne im 15. Jahrhundert

Guillaume (Guillelmus) Adeline (im Deutschen auch Wilhelmus Luranus) wurde im heutigen Illiers-Combray im Bistum Chartres geboren. Er trat nach eigener Angabe um 1422/23 in den Orden der Karmeliten ein und studierte Theologie an der Universität Avignon unter Jean Faci († 1450).
Eine Priesterweihe scheint Guillaume Adeline, obwohl er später Prior und vielleicht Abt wurde, nie erhalten zu haben.
Unklar ist, wann Adeline in das Magisterkollegium der Universität Paris aufgenommen wurde. An der Sorbonne wurde ein „Guillelmus Adelie“ oder auch „Adeline“ am 12. Januar 1428 zusammen mit Guillaume Érard († 1439), Nicolaus Amici und anderen zum Lizentiaten promoviert und dort 1429, 1430 und 1431 als Magister der Theologie erwähnt. 1428 wird er als Dominikaner („Predicator“) bezeichnet, so dass fraglich bleibt, ob es sich um dieselbe Person handelt. Nach einer Notiz von Jean Chartier († 1464), dem Biographen von König Karl VII. (1403–1461), ist Guillaume Adeline anfangs auch Augustiner und Kleriker verschiedener anderer Orden gewesen.
In den Akten des Inquisitions-Prozesses, der in Rouen gegen Jeanne d’Arc († 1431) geführt wurde, erscheint im April 1431 unter den Gutachtern der Pariser Universität und Beratern des Bischofs Pierre Cauchon († 1442), der den Prozess leitete, ein Magister oder Doktor der Theologie „Guillelmus Adelie“ oder „Adolis“.

### Konzil von Basel, Wirken im Burgund und in der Normandie
Auf dem Basler Konzil, dem er am 23. Mai 1432 inkorporiert wurde, verteidigte Guillaume Adeline das Papsttum und wandte sich gegen „Schismatiker“.
1437 war er Prior von Clairvaux-les-Lacs bei Lons-le-Saunier in der Freigrafschaft Burgund. Das dortige Karmeliterkloster von der alten Observanz war 1434 von Guillaume II. de Villersexel († 1475) gestiftet worden. Anschließend wirkte Guillaume Adeline in Orbec im Bistum Lisieux, in dem 1432 Pierre Cauchon Bischof geworden war.

### Professur an der Sorbonne
In den 1440er Jahren war Guillaume Doktor und Professor der Theologie an der Sorbonne. Nach angeblich 18 Jahren Mitgliedschaft im Karmelitenorden lebte er in Paris zunächst in der dortigen Kartause an der Montagne Sainte-Geneviève und beabsichtigte, in den Kartäuserorden überzutreten. Unter zunehmendem Druck, sich dafür von seinem bisherigen Ordensgelübde entbinden zu lassen, entzweite er sich mit den Kartäusern und erhielt 1441 durch den Kurienbischof Christophorus de Sancto Marcello († 1444) die Genehmigung von Papst Eugen IV. zum Wechsel in den Benediktinerorden. 1445 und 1448 begegnet er als Prior des Klosters Saint-Vincent et Saint-Germain in der königlichen Residenzstadt Saint-Germain-en-Laye bei Paris. Das Priorat gehörte zur Abtei Notre-Dame de Coulombs – in der Nähe von Guillaumes Geburtsort gelegen – im Bistum Chartres.

### Wirken in der Normandie
Guillaume Adeline trat später in ein Benediktinerkloster der Caener Kongregation („ordo sancti Benedicti Cadomi“) ein und hielt sich im Bistum Évreux auf. 1451 beschwerte sich das Generalkapitel der Zisterzienser, dass der Benediktiner Guillaume Adeline, Prior in Saint-Germain-en-Laye, zum Abt von Le Breuil-Benoît (Brolium Benedicti) im Bistum Évreux eingesetzt werden sollte. Tatsächlich wird in der „offiziellen“ Liste der Zisterzienser-Äbte des Klosters von 1451 oder 1452 bis 1458 Amaury (Amalricus) I. Sarradin genannt. Adeline wurde zu dieser Zeit meist Guillaume de Lure (Luranus) genannt.
Eine Aufnahme in das Magisterkollegium und die Theologische Fakultät der Universität Poitiers, um die Guillaume sich in Gesprächen in Poitiers bemühte, kam nicht zustande.

### Inquisitionsverfahren und Tod

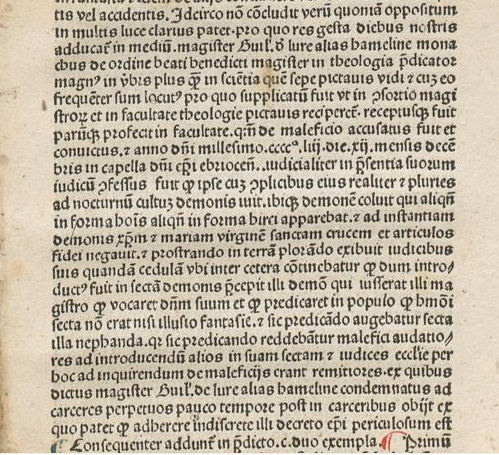
Abschnitt über Guillaume Adeline im Inkunabeldruck von Pierre Mamor: Flagellum Maleficorum, vermutlich Lyon, letztes Viertel des 15. Jahrhunderts

Guillaume galt als großer Prediger und vertrat in Predigten unter Berufung auf Bischof Agobard (* um 769; † 840) und Johannes von Salisbury (* um 1115; † 1180) die Ansicht, die Erzählungen von Zauberei, Hexen und Hexenflug seien bloße Fabeln. Er wurde daraufhin 1453 unter Bischof Guillaume VI. de Flocques († 1464) von Évreux angeklagt. Angeblich wurde er von einer vornehmen Dame, die von ihm schwanger geworden war, beschuldigt, ein Hexer zu sein. Ihm wurde auch vorgeworfen, mit seiner Nichte Inzest getrieben und seine Pflichten als Kleriker vernachlässigt zu haben.
Guillaume Adeline bezichtigte sich selbst in einem vermutlich mit angedrohter Folter oder Todesstrafe erpressten Geständnis eines Teufelspaktes und der Teilnahme am Hexensabbat. 1437 sei er unter dem Einfluss des Herren von Clairvaux – gemeint ist vermutlich Olivier de Longwy († um 1463) – der „sogenannten Sekte der Waldenser“ beigetreten und habe 1438 an ihren heimlichen nächtlichen Versammlungen in der Diözese Besançon teilgenommen. Nach Ansicht der Inquisitoren hat er danach auch selbst in Orbec ketzerische Irrlehren gepredigt.
In den Prozessakten werden innerhalb des lateinischen Textes mittelfranzösische Sätze zitiert, die angeblich in den Hexensabbaten der „Synagoge der Waldenser“ verwendet wurden, tatsächlich aber auch aus einer waldensischen Gottesdienst-Liturgie stammen können: 

„Il soit le tres bien venu“ - „Er [der neue Besucher] möge sehr willkommen sein“; „Vecy venir votre seigneur, appareillez vous de le recepvoir ainsi comme il appartient“ - „Hier kommt euer Herr. Seid bereit, ihn zu empfangen, wie es sich gebührt (vgl. 1 Kor 16,22 ; Mt 25,1–13  u. a.).“

Der Versammlungsleiter (demon presidens) sei Monseigneur (mon Senior) genannt worden. Die Formel, die bei der Aufnahme in die Glaubensgemeinschaft gesagt wurde, soll gelautet haben: 

„Je frere Guillelme Adeline, prieur de Clervaulx, renye la foy de la trinite, la vierge Marie, la croys, l’eaue benoite et le paint benoit et l’adoracion des croys es chemins et partout“ - „Ich, Bruder Guillelme Adeline, Prior von Clairvaux, schwöre meinem Glauben an die Dreifaltigkeit, die Jungfrau Maria, das Kreuz, das Weihwasser und das geweihte Brot und der Verehrung von Kreuzen an Wegen oder woanders ab.“

 Diese Aussagen entsprechen jedoch eher den römisch-katholischen Häresievorwürfen gegen die Waldenser als ihrem eigenen Selbstverständnis.
Der Inquisitionsprozess wurde von dem bischöflichen Richter Simon Senestre (Chenestre, Capistri) und dem Dominikaner Mag. Enguerrand Synard (Signard) († 1485) als Stellvertreter des französischen Großinquisitors Roland Le Cozic († um 1476) durchgeführt. Guillaume Adeline suchte vergeblich Unterstützung bei der Universität Caen, die ein Jahr zuvor (1452) nach Vertreibung der Engländer gegen Ende des Hundertjährigen Krieges wieder neu errichtet worden war. Ein Gutachten der Theologischen Fakultät der Pariser Universität sprach gegen ihn.

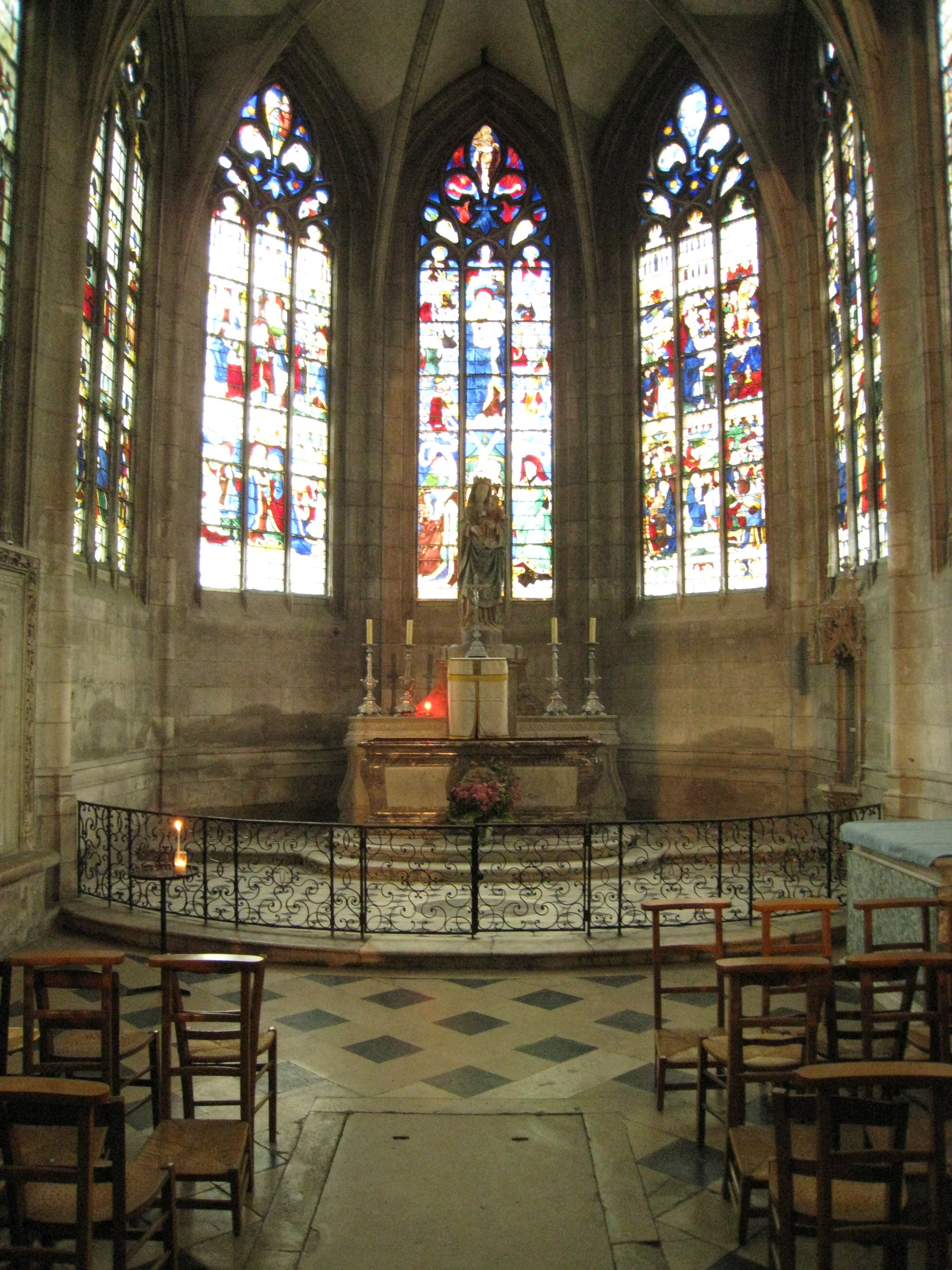
Apsis der Kathedrale Notre-Dame d'Èvreux

Guillaume Adeline musste seine Auffassungen am 12. Dezember 1453 in der bischöflichen Kapelle an der Kathedrale Notre-Dame in Évreux öffentlich widerrufen. Der mittelfranzösische Wortlaut seiner Abschwörung ist erhalten. Als Zeugen fungierten unter anderem Abt Jean IV. Trunquet († 1473), der Theologieprofessor Gerard Thomas und der Arzt Gaufridus Amici. Guillaume wurde zu lebenslanger Kerkerhaft verurteilt und starb vier Jahre später im bischöflichen Verlies.

### Rezeption
In Inquisitionsprozessen, die 1459/60 in Arras gegen „Waldenser“ geführt wurden, galt Guillaume Adeline als Präzedenzfall dafür, dass auch vornehme und gebildete Personen der dämonischen Verführung erliegen können.
Adeline wurde von den Hexentheoretikern Nicolas Jacquier († 1472), Pierre Mamor (* um 1429/30; † nach 1470), Jean Bodin (1529/30–1596) oder Martin Anton Delrio (1551–1608) als abschreckendes Beispiel angeführt. Jacquier – vermutlich während des Konzils in Basel – und Mamor schreiben davon, ihn persönlich getroffen zu haben.
Schon François Villon († nach 1463) könnte sich um 1462 in einem Gedicht mit der Erwähnung eines „chevaucheur d'escouvettes“ (= „Besenreiter“) auf Adeline bezogen haben (Grand Testament, 668). Der französische Humanist und Generalminister des Trinitarier-Ordens Robert Gaguin (1433–1501) spielte in seinem 1489 in London verfassten Gedicht S'ensuit le Passe temps d'oysiveté auf das Schicksal Adelines an und erwähnte ihn in seinem 1495 erschienenen Kompendium der französischen Geschichte. In späteren Schilderungen wird ausschmückend berichtet, Guillaume Adeline sei am 12. Dezember 1453 in Évreux oder Poitiers – dem Wirkungsort seines Biografen Pierre Mamor – verbrannt worden.
Der reformierte Theologe Gisbert Voetius (1589–1676) erwähnt Wilhelmus de Lure in den 1639 in Utrecht für Theodorus Collinus aus Haarlem aufgestellten Disputationsthesen De Magia, pars altera: Jener Zauberer sei ein eingeschworener Botschafter des Teufels gewesen, der davon überzeugen wollte, dass es keine teuflische Zauberei gebe.
Noch 1660 verfasste der schwedische Propst Petrus Simmingh (1623–1683) ein Traktat Contra Luranum, in dem er satanische Erscheinungen schildert, die er erlebt haben will. Der Augsburger Pfarrer und Universalgelehrte Gottlieb Spitzel (1639–1691), der in den Niederlanden studiert hatte, forderte in seiner Schrift Die gebrochene Macht der Finsternis 1687 dazu auf, Leugner des Teufelspaktes und Gegner von Hexenverfolgungen wie Adeline als Atheisten und Gottlose zu verfolgen. Der „Ertzauberer“ Wilhelmus Luranus wird als abschreckendes Beispiel auch noch in der 1674 posthum erschienenen Bearbeitung des Faustbuches von Georg Rudolf Widmann durch Johann Nicolaus Pfitzer erwähnt.
Der Frühaufklärer Christian Thomasius (1655–1728) bezeichnete 1701 die Erzählung Bodins über den Teufelspakt Guillaume Adelines als „Fabel“, die unter der Folter erpresst wurde, gegen Thomasius’ Ansicht wandte sich Peter Goldschmidt (1662–1713). Unterstützt wurde Thomasius unter anderem von dem bayerischen Juristen Johann Martin Maximilian Einzinger von Einzing oder vom Rechtsprofessor Johann Brunnemann in Frankfurt an der Oder. Der französische Aufklärer Théophile-Imarigeon Duvernet, abbé (1734–1796), bezeichnete Edelin als „plus instruit que ses confrères, … qu’il se rendit odieux en disant le vérité, en voulant èclairer les hommes (= (jemanden), der gebildeter war als seine Kollegen, … der sich verhasst machte, indem er die Wahrheit sagte, weil er die Menschen aufklären wollte)“. Einer der ersten modernen Historiker, der die Akten über den Inquisitionsprozess gegen Guillaume Adeline im Pariser Cod. lat. 3446 zur Erforschung der Verfolgung religiöser Sondergemeinschaften des Spätmittelalters herangezogen hat, war Ignaz von Döllinger (1799–1890).